# یوماکلار (سیریک)
یوماکلار (ترکی استانبولی: Yumaklar) یک محله در ترکیه است که در ناحیهٔ سریک، آنتالیا واقع شده است. جمعیت این محله تا سال ۲۰۲۲ برابر با ۷۸۰ نفر بوده است.